# Reyners-Entscheidung
Die Reyners-Entscheidung ist eine Entscheidung des Europäischen Gerichtshofs zur Niederlassungsfreiheit in der Europäischen Union aus dem Jahr 1974.

## Sachverhalt
Der Kläger, Jean Reyners, war niederländischer Staatsbürger. Er schloss in Belgien ein Rechtswissenschaftstudium mit dem Diplom ab, das nach belgischem Recht Voraussetzung für den Zugang zum Rechtsanwaltsberuf ist. Sein Antrag auf Zulassung zur Rechtsanwaltschaft wurde dann jedoch mit Verweis auf seine Staatsangehörigkeit abgelehnt, denn nach belgischem Recht konnten nur belgische Staatsbürger zur Rechtsanwaltschaft zugelassen werden.
Art. 52 des EWG-Vertrags (heute Art. 49 des EU-Vertrags) bestimmte in der damaligen Fassung, dass die Beschränkungen der Niederlassungsfreiheit in der Übergangszeit nach Inkrafttreten des EWG-Vertrags nach Maßgabe der folgenden Bestimmungen aufgehoben werden. Nach Art. 54 und Art. 57 des EWG-Vertrags (heute Art. 50 und 53 des EU-Vertrags) hätte der Rat der EWG Richtlinien zur Verwirklichung der Niederlassungsfreiheit innerhalb der EWG erlassen sollen, was aber auch 16 Jahre nach Inkrafttreten des EWG-Vertrags und 4 Jahre nach Ablauf der im EWG-Vertrag genannten Übergangsfristen nicht geschehen war. Der belgische Conseil d’État legte deshalb dem Europäischen Gerichtshof die Frage vor, ob Art. 52 des EWG-Vertrags auch ohne Erlass der fraglichen Richtlinien unmittelbare Geltungswirkung in den Mitgliedsstaaten habe.
Die Thematik war damals in den Mitgliedsstaaten durchaus umstritten. Art. 55 des EWG-Vertrags (heute Art. 51 des EU-Vertrags) bestimmte, dass Tätigkeiten, die mit der Ausübung öffentlicher Gewalt verbunden sind, von der Niederlassungsfreiheit ausgenommen sind. Einige Mitgliedsstaaten, neben Belgien auch Luxemburg, Großbritannien und Irland, argumentierten, dass der Rechtsanwaltsberuf unter diese Beschränkung falle. Die niederländische Regierung argumentierte demgegenüber, die Zulassungsbeschränkung von Rechtsanwälten nach Staatsangehörigkeit solle lediglich die inländischen Rechtsanwälte vor lästiger Konkurrenz aus dem Ausland schützen.

## Zusammenfassung des Urteils
Der Europäische Gerichtshof entschied, dass die Niederlassungsfreiheit unmittelbare Geltungswirkung in den Mitgliedsstaaten habe. Den Einwand, die Vorschrift sei nicht wirksam, da der Rat die im EWG-Vertrag genannten Richtlinien nie erlassen hatte, wies das Gericht zurück: die Vorschriften sollen die Niederlassungsfreiheit erleichtern, nicht aber erschweren.
Das Gericht verwarf darüber hinaus auch das Argument, der Beruf des Rechtsanwalts sei mit der Ausübung öffentlicher Gewalt verbunden und eine Beschränkung nach Staatsangehörigkeit sei deshalb gerechtfertigt. Dabei berücksichtigte das Gericht durchaus, dass der Beruf des Rechtsanwalts in den einzelnen Mitgliedsstaaten sehr unterschiedlich geregelt ist. Es betonte aber, dass ein Ausschluss eines ganzen Berufs von der Niederlassungsfreiheit nur dann gerechtfertigt werden könne, wenn die Tätigkeiten mit dem Beruf so miteinander verbunden sind, dass die Mitgliedsstaaten faktisch gezwungen wären, die Ausübung öffentlicher Gewalt durch Ausländer zuzulassen, nicht jedoch bereits dann, wenn die Tätigkeiten, die mit der Ausübung öffentlicher Gewalt verbunden sind, lediglich einen abtrennbaren Bestandteil des Berufs darstellen. Dabei betonte das Gericht, dass die typischen Tätigkeiten eines Rechtsanwalts wie Rechtsberatung und -beistand sowie die Vertretung vor Gericht, auch wenn sie nach dem jeweiligen nationalen Recht vorgeschrieben ist (z. B. die Tätigkeit als Pflichtverteidiger) keine Ausübung öffentlicher Gewalt im Sinne des EWG-Vertrags darstellt.

## Bedeutung des Urteils
Das Urteil gilt heute deshalb als bedeutend, weil der Europäische Gerichtshof mit diesem Urteil erstmals die unmittelbare Wirkung der Grundrechte innerhalb der Europäischen Union begründete.
In der Folge wurde das Lokalisierungsgebot für ausländische Rechtsanwälte aus den Mitgliedstaaten der Europäischen Union zunehmend aufgeweicht und mit der Richtlinie 98/5/EG des Europäischen Parlaments und des Rates vom 16. Februar 1998 („Anwalts-Niederlassungsrichtlinie“) aufgegeben, in Deutschland umgesetzt mit dem Gesetz über die Tätigkeit europäischer Rechtsanwälte in Deutschland aus dem Jahr 2000.